# Lista de vereadores de Maricá
Esta é a lista de vereadores de Maricá, município brasileiro do estado do Rio de Janeiro.
A Câmara municipal de Maricá é formada por dezessete representantes. O salão principal da mesma chama-se Plenário Joaquim José da Silva Xavier.

## Legislatura de 2021–2024
Estes são os vereadores eleitos nas eleições de 15 de novembro de 2020, pelo período de 1° de janeiro de 2021 a 31 de dezembro de 2024:
| Mesa Diretora (2021-2022)             |                       |                        |                           |
| Nome                                  | Início do mandato     | Fim do mandato         | Cargo                     |
| Aldair Nunes Elias (PT)               | 1º de janeiro de 2021 | 31 de dezembro de 2022 | Presidente da Câmara      |
| Frank Francisco F. da Costa (AVANTE)  | 1º de janeiro de 2021 | 31 de dezembro de 2022 | Vice-presidente da Câmara |
| Marcus Toselli (PCdoB)                | 1º de janeiro de 2021 | 31 de dezembro de 2022 | 1º Secretário             |
| Adailton Pereira da Costa Filho (PDT) | 1º de janeiro de 2021 | 31 de dezembro de 2022 | 2º Secretário             |

|    | Nome                                                                                | Partido                                | Votos | %    | Observações                                                                              |
| -- | ----------------------------------------------------------------------------------- | -------------------------------------- | ----- | ---- | ---------------------------------------------------------------------------------------- |
| 1  | Aldair Nunes Elias, de Linda (2021-2022) (Maricá, 23.01.1971–)                      | Partido dos Trabalhadores (PT)         | 4.469 | 5,10 | 2º mandato                                                                               |
| 2  | André Luís Azeredo da Silva, André Casquinha (Niterói, 08.05.1975–)                 | Movimento Democrático Brasileiro (MDB) | 3.305 | 3,77 | 1º mandato Licenciado. No cargo de Secretário municipal de Transportes                   |
| 3  | Hélter Viana Ferreira de Almeida (São Gonçalo, 03.12.1966–)                         | Partido dos Trabalhadores (PT)         | 2.753 | 3,14 | 2º mandato Licenciado. No cargo de Secretário municipal de Cidade Sustentável            |
| 4  | Marcus Toselli, Marcus BamBam (Rio de Janeiro, 15.11.1972–)                         | Partido Comunista do Brasil (PCdoB)    | 2.690 | 3,07 | 2º mandato                                                                               |
| 5  | Alexandre Rodrigues de Oliveira, Xandi de Bambuí (Maricá, 28.04.1977–)              | Partido Comunista do Brasil (PCdoB)    | 2.588 | 2,95 | 1º mandato                                                                               |
| 6  | Filipe Dias Bittencourt (Niterói, 24.01.1982–)                                      | Movimento Democrático Brasileiro (MDB) | 2.386 | 2,72 | 2º mandato Licenciado. No cargo de Secretário municipal de Esportes e Lazer              |
| 7  | Ademilton da Silva Diniz, Tatai do Sacolão (Maricá, 06.07.1970–)                    | CIDADANIA                              | 2.290 | 2,61 | 2º mandato                                                                               |
| 8  | Jorge Luiz Cordeiro da Costa, Jorge Castor (Maricá, 26.12.1951–)                    | Partido dos Trabalhadores (PT)         | 2.265 | 2,58 | 2º mandato Licenciado. No cargo de Secretário municipal de Assistência Social            |
| 9  | Dr. Richard Alter Seal (Maricá, 26.12.1951–)                                        | Partido Comunista do Brasil (PCdoB)    | 2.167 | 2,47 | 1º mandato                                                                               |
| 10 | Luiz Felipe Santos de Oliveira, Hadesh (Petrópolis, 27.12.1995–)                    | Partido dos Trabalhadores (PT)         | 2.061 | 2,35 | 1º mandato                                                                               |
| 11 | Frank Francisco Fonseca da Costa (Niterói, 10.08.1981–)                             | AVANTE                                 | 2.019 | 2,30 | 2º mandato                                                                               |
| 12 | Júlio César Silva Santos, Júlio Carolino (São Gonçalo, 28.12.1976–)                 | Partido Democrático Trabalhista (PDT)  | 1.829 | 2,09 | 1º mandato Licenciado. No cargo de Secretário municipal de Agricultura, Pecuária e Pesca |
| 13 | Adailton Pereira da Costa Filho, Bubute (Rio de Janeiro, 13.10.1963–)               | Partido Democrático Trabalhista (PDT)  | 1.779 | 2,03 | 2º mandato                                                                               |
| 14 | Carlos Danilo dos Santos (Maricá, 10.01.1984–)                                      | Partido Democrático Trabalhista (PDT)  | 1.712 | 1,95 | 1º mandato                                                                               |
| 15 | Robson Dutra da Silva (Maricá, 13.12.1956–)                                         | Partido Social Democrático (PSD)       | 1.698 | 1,94 | 2º mandato Licenciado. No cargo de Secretário municipal de Turismo                       |
| –  | Robson Teixeira da Silva, Robgol (Nova Iguaçu, 29.07.1975–)                         | Partido dos Trabalhadores (PT)         | 1.694 | 1,93 | 1º mandato Assume em 22.02.2021 no lugar de Hélter Ferreira                              |
| 16 | Ricardo Magalhães Garcia Gutierrez, Ricardinho Netuno (Rio de Janeiro, 02.03.1986–) | REPUBLICANOS                           | 1.647 | 1,88 | 2º mandato                                                                               |
| –  | Luis Felipe Paulino Auni, Dr. Felipe Auni (Nova Iguaçu, 20.11.1978–)                | Partido Social Democrático (PSD)       | 1.482 | 1,69 | 1º mandato Assume em 22.02.2021 no lugar de Robson Dutra                                 |
| 17 | Adelso Pereira (Rio de Janeiro, 24.01.1964–)                                        | AVANTE                                 | 1.396 | 1,59 | 1º mandato Licenciado. No cargo de Secretário municipal de Iluminação Pública            |
| –  | Rony Peterson Dias da Silva (Maricá, 06.09.1975–)                                   | Movimento Democrático Brasileiro (MDB) | 946   | 1,08 | 1º mandato Assume em 31.05.2021 no lugar de Filipe Bittencourt                           |
| –  | Marco Ebenezer Oliveira Borges, Marquinho da Juventude (Maricá, 05.03.1997–)        | Partido Democrático Trabalhista (PDT)  | 901   | 1,03 | 1º mandato Assume em 22.02.2021 no lugar de Júlio Carolino                               |
| –  | Andréa Cunha da Silva Monken (Maricá, 08.01.1970–)                                  | Partido dos Trabalhadores (PT)         | 860   | 0,98 | 1º mandato Assume em 22.02.2021 no lugar de Jorge Castor                                 |
| –  | Jocemar dos Santos Simplício, Cemar (Maricá, 10.11.1970–)                           | AVANTE                                 | 841   | 0,96 | 1º mandato Assume em 22.02.2021 no lugar de Adelson Pereira                              |

## Legislatura de 2017–2020
Estes são os vereadores eleitos nas eleições de 2 de outubro de 2016, pelo período de 1° de janeiro de 2017 a 31 de dezembro de 2020:
|    | Nome                                                                                | Partido                                            | Votos | %    | Observações |
| -- | ----------------------------------------------------------------------------------- | -------------------------------------------------- | ----- | ---- | ----------- |
| 1  | Valdevino Costa da Silva, Chiquinho do Trailer (Maricá, 11.04.1971–)                | Partido Progressista (PP)                          | 2.132 | 2,89 | 1º mandato  |
| 2  | Aldair Nunes Elias, de Linda (2017-2020) (Niterói, 23.01.1971–)                     | Partido dos Trabalhadores (PT)                     | 2.124 | 2,88 | 1º mandato  |
| 3  | Jorge Luiz Cordeiro da Costa, Castor (Maricá, 26.12.1951–)                          | Partido dos Trabalhadores (PT)                     | 2.119 | 2,87 | 1º mandato  |
| 4  | Filipe Dias Bittencourt (Niterói, 24.01.1982–)                                      | Partido do Movimento Democrático Brasileiro (PMDB) | 2.048 | 2,77 | 1º mandato  |
| 5  | Adailton Pereira da Costa Filho, Bubute (Maricá, 13.10.1963–)                       | Partido Verde (PV)                                 | 1.887 | 2,56 | 1º mandato  |
| 6  | Fabrício Soares Bittencourt (Itaboraí, 06.05.1977–)                                 | Partido Trabalhista Brasileiro (PTB)               | 1.868 | 2,53 | 1º mandato  |
| 7  | Robson Dutra da Silva (Rio de Janeiro, 13.12.1956–)                                 | Partido Trabalhista Nacional (PTN)                 | 1.863 | 2,52 | 1º mandato  |
| 8  | Frank Francisco Fonseca da Costa (Rio de Janeiro, 10.08.1981–)                      | Solidariedade (SDD)                                | 1.825 | 2,47 | 1º mandato  |
| 9  | Dr. Luis Felipe Paulino Auni (Nova Iguaçu, 20.11.1978–)                             | Partido Social Democrático (PSD)                   | 1.690 | 2,29 | 1º mandato  |
| 10 | Ademilton da Silva Diniz, Tatai (Maricá, 06.07.1970–)                               | Partido Trabalhista Brasileiro (PTB)               | 1.641 | 2,22 | 1º mandato  |
| 11 | Hélter Viana Ferreira de Almeida (São Gonçalo, 03.12.1966–)                         | Partido dos Trabalhadores (PT)                     | 1.562 | 2,12 | 1º mandato  |
| 12 | Ismael Breve de Marins (Maricá, 26.04.1960–)                                        | Democratas (DEM)                                   | 1.443 | 1,95 | 1º mandato  |
| 13 | Felipe Paiva de Oliveira (Niterói, 07.05.1987–)                                     | Partido Comunista do Brasil (PCdoB)                | 1.319 | 1,79 | 1º mandato  |
| 14 | Márcio da Silva Carvalho, Marcinho da Construção (Maricá, 23.04.1982–)              | Democratas (DEM)                                   | 1.204 | 1,63 | 1º mandato  |
| 15 | Filippe Medeiros Poubel (Maricá, 26.04.1981–)                                       | Democratas (DEM)                                   | 1.156 | 1,57 | 1º mandato  |
| 16 | Marcus Toselli, Bam Bam (Rio de Janeiro, 15.11.1972–)                               | Partido Verde (PV)                                 | 1.061 | 1,44 | 1º mandato  |
| 17 | Ricardo Magalhães Garcia Gutierrez, Ricardinho Netuno (Rio de Janeiro, 02.03.1986–) | Partido Verde (PV)                                 | 707   | 0,96 | 1º mandato  |

## Legenda
| Cor  | Significado          |
| Bege | Presidente da Câmara |
| Azul | Suplente             |